# Fartuni-Nunatak
Der Fartuni-Nunatak (bulgarisch нунатак Фъртуни nunatak Fartuni) ist ein schmaler, 1,6 km langer und 1100 m hoher Nunatak in den Ivanili Heights an der Oskar-II.-Küste des Grahamlands auf der Antarktischen Halbinsel. Er ragt 3,25 km ostsüdöstlich des Manastir Peak, 3,1 km südlich des Stargel Peak und 6,25 km westnordwestlich des Dymcoff Crag im nordwestlichen Teil des Rogosch-Gletschers auf.
Britische Wissenschaftler kartierten ihn 1978. Die bulgarische Kommission für Antarktische Geographische Namen benannte ihn 2013 nach der Ortschaft Fartuni im Norden Bulgariens.